# Битка код Великог Извора
Битка код Великог Извора или Великоизворска битка одиграла се 18. јула 1876. код Великог Извора недалеко од Зајечара између српске и турске војске за време Првог српско-турског рата. Турска војска је победила и после тога кренула је у офанзиву у долини Тимока.

## Значај Великога Извора
Турска војска под командом Осман паше из Видина одмах на почетку рата 2/3. јула 1876. заузела је слабо брањени Велики Извор. Велики Извор је имао стратешки значај, јер се са њега могла топовима тући долина Тимока и Зајечар. Велики Извор је турској војсци могао да служи и као јака одбрамбена тврђава, али и као тачка за извођење офанзивних операција. Земљиште пред Великим Извором било је равно и откривено, па је турска војска лако могла да заустави сваки фронтални напад. Осман паша је имао 15.000 војника, а поред тога у близини је био Фазли паша са 15.000 војника. Турци су поред тога 9. јула извршили продор на правцу Раковица-Вратарница и угрозили су вратарнички теснац. Командант тимочког корпуса Милојко Лешјанин покушавао је безуспешно да 6. и 12. јула поврати Велики Извор. Након пораза навео је да се ту налази најбоља турска војска, гарда.

## Распоред снага и план напада
Пред битку код Великог Извора Осман Нури-паша је у Великом Извору имао 16 батаљона и 18 топова, а у Кули је имао 4 батаљона. Турска војска у Великом Извору распоређена је да само три батаљона штите западна утврђења према Зајечару, а 9 батаљона је било одвојено за заштиту одсека Пландиште-Широка пољана. У логору Осман паше налазила се резерва од 4 батаљона. Осман паша није заштитио добро обилазне правце, рачунајући да ће о томе да брине војска из Куле. Главнокомандујући српске војске генерал Михаил Черњајев одлучио је да нападне турску војску 18. јула и да главним снагама обухвати оба турска бока. Српска војска била је распоређена надесно, лево крило и одред на Кадибогазу. Десно крило од 12 и по батаљона под командом потпуковника Косте Бучевића требало је да се креће источно од Вршке Чуке према Кули и да пресеку Турцима одступницу према Кули. Тај план је током покрета Черњајев изменио тако да се лево крило кретало преко Бачишта, Рунтове могиле и Рајковог сувата са циљем да обухвате турско лево крило. Српско лево крило под командом Милојка Лешјанина имало је 28 и по батаљона. Већи део снага, 17 батаљона, требало је да се задржи у Зајечару, а 11 батаљона требало је да наступа правцем Грљан—Пландиште. Српска војска требало је да наступа у две колоне, у главној колони Косте Бучевића и у помоћној левој колони.

## Битка
Бучевићева колона кренула је 18. јула 1876. у 6 сати, обишла је Вршку чуку, прешла је границу и кретала се тешким тереном према Кули. Генерал Михаил Черњајев је са Вршке чуке извидио терен и променио је план, па је војску усмерио према висовима Бачишту, Рутовој могили и Рајковом сувату. Лешјанину је са друге стране наредио да лева колона сачека док десна колона не преузме Бачиште. Десна колона је брзо заузела Бачиште, а до 10 сати контролисали су све висове до Рајковог сувата. Турска војска се повукла у утврђења на Пландишту. У напад је кренула и лева Лешјанинова колона, али због тешког земљишта сат касније је ступила у борбу. Лешјаниново десно крило наступало је од Грљана преко Прлита према Дубоком долу, а лево крило преко Великог ступња и Кривуљанских винограда. Српска војска је на целом фронту добро напредовала и пред подне су већ у облику полукруга обухватили турске положаје на Пландишту. Српска артиљерија је изванредно деловала и турској војсци је наносила велике губитке. Међутим погибија мајора Николе Петровића близу Пландишта поколебала је ваљевску бригаду, што су Турци искористили за противнапад. Српска војска је брзо сузбила турски контранапад и наставила је са наступањем на целој линији. Освајањем Рајкова сувата српска војска је наткрилила турско лево крило. Осман паша је ојачао лево крило и покушао да противнападом поврати важан вис, али након неуспеха турска војска је потиснута до утврђења. У исто време Лешјанинова колона је заузела све истакнуте положаје, укључујући на местима и прву линију турских ровова. Турска војска се око 13:30 нашла у тешкој ситуацији, да се чак спремала за повлачење. Међутим тада је дошло до обрта, када су Турци ојачали предњу линију и успели да одбију напад на Пландиште. Лешјанин није имао војске у резерви, па је под жестоком турском ватром почео да се колеба и да одступа његов први ешалон. То одступање се претворило у велики бег до друге обале Тимока, до Грљана. За то време артиљерија је штитила повлачење пешадије. Због повлачења Лешјанинове колоне отежан је положај Бучевићеве колоне. Турска пешадија осокољена бегом српске леве колоне кренула је у напад на Бучевићеву колону. Међутим српска војска се дуго одржавала на својим линијама. Охрабрена турска војска је успела да потисне ваљевску бригаду са крајњег десног крила. Остала војска је дуго одолевала, али на крају се и она повукла.

## Резултати
У бици је погинуло 430, нестало 449 и рањено 786 војника. Нису познати турски губици, али постоје процене да су били већи од српских. Једна од великих грешака српске војске је било држање 17 батаљона у Зајечару за време одлучне битке. Губитак битке имао је далекосежне последице за српску војску, која после тога није могла да покреће офанзиву на Тимоку, а турској војсци је било много лакше да подузима офанзивна дејства. Српска народна војска је била храбра, али недовољно обучена, са застарелим наоружањем и са малим бројем официра. Заостајала је за модерно опремљеном, добро обученом стајаћом турском војском. Српска артиљерија с друге стране се показала као много боља, иако је турска војска располагала са модернијом артиљеријом.